# Kerygmachela kierkegaardi
Kerygmachela kierkegaardi — вимерла тварина кембрійського періоду.

## Опис
Kerygmachela мала пару добре розвинених кінцівок, на яких були довгі шипи. Крім того, у неї було 11 пар бокових доль, що використовувалися під час плавання.

## Відкриття
Kerygmachela було відкрито 1993 р. в кембрійських відкладеннях формації Буен у Сіріус Пассет в Гренландії.